# Apparizioni di Crosia
Con l'appellativo apparizioni di Crosia si fa riferimento alle presunte apparizioni mariane che sarebbero avvenute nel comune calabrese di Crosia tra il 1987 e il 1992, meta di un intenso pellegrinaggio di fedeli da parte di tutta Italia nel corso degli anni novanta. Maria, apparendo a Crosia, si sarebbe presentata come la "Vergine della Pace e dei Miracoli".

## Storia delle apparizioni
Il 23 maggio 1987, alle ore 16:30, Vincenzo Fullone, un ragazzo quattordicenne di Crosia, un piccolo paesino situato lungo la costa jonica in Calabria, dopo essere entrato insieme ad un suo amico in una piccola chiesa sconsacrata poco fuori dalla città, avrebbe notato una notevole lacrimazione da parte di una statua all'interno della chiesa, raffigurante la Madonna. I due ragazzi, spaventati, si recano al più vicino bar del paese, ritrovo nei lunghi pomeriggi, e raccontano a tutti il presunto miracolo.
In poche ore attorno alla chiesa si raduna una folla di gente, al punto che i Carabinieri devono intervenire per regolare l'accesso all'antica costruzione, da anni in disuso. La chiesa, detta della Pietà, è stata eretta diversi secoli prima come ex-voto di mercanti greci scampati ad un naufragio. Attorno alla costruzione vi era un vecchio cimitero, anch'esso non più utilizzato. Pochi mesi prima dei fatti, l'amministrazione comunale aveva fatto radere al suolo l'antico cimitero per ricavarne un piazzale e aveva intenzione di demolire anche l'antica chiesa per realizzarne strutture polivalenti.
Alle ore 18.30 dello stesso giorno, Vincenzo Fullone, che si trovava nuovamente all'interno della chiesa, sarebbe stato chiamato per tre volte da una voce, che gli avrebbe parlato in dialetto rivolgendosi a lui con queste parole: Non avere paura. Io sono la tua mamma. Io sono la Vergine della pace e dei miracoli. Pregate perché il mondo ha molto bisogno di preghiera. Domani, alla stessa ora, ti voglio qui. Gli avvertimenti all'umanità non sono ancora terminati .
La notte tra il 22 e 23 maggio, Anna Biasi, una ragazzina tredicenne della frazione Mirto di Crosia, lungo la costa jonica, riferisce di essere stata svegliata da una voce che le avrebbe detto di recarsi alla Chiesa della Pietà. I due veggenti si ritrovano quindi, per caso, il pomeriggio del 26 maggio. I due avrebbero quindi avuto un'apparizione di una signora bellissima che avrebbe chiesto loro di andare alla sorgente più vicina per portarle da bere. I ragazzi si recano quindi alla sorgente di Cuppo, ridotta ad abbeveratoio per animali. Appena Vincenzo mette le mani sotto il rubinetto pieno di muschio, l'acqua avrebbe iniziato a sgorgare abbondantemente. 
La statua della Madonna della Pietà fu dalla sera del 23 maggio 1987 meta di fedeli e curiosi da Crosia e dai paesi vicini e poi, successivamente, da tutto il Sud Italia, diventando uno dei più noti centri di culto durante gli anni novanta. Il 23 Maggio 2017, giorno del trentesimo anniversario delle apparizioni, la Madonna riappare ad Anna Biasi davanti al sagrato esterno della chiesa. Alla scena assistono molti fedeli e autorità civili presenti.

## Crosia nella cultura di massa
Nel corso degli anni novanta, le apparizioni di Crosia sono state oggetto di interesse in tutta Italia. Nel 1992 il giornalista Enzo Biagi ebbe modo di intervistare Vincenzo Fullone nel corso di una trasmissione televisiva.
Nel 2015 viene prodotto il documentario Vincenzo da Crosia, del regista Fabio Mollo, incentrato sulla storia di Vincenzo Fullone e delle apparizioni mariane di Crosia. Nello stesso anno viene presentato al Torino Film Festival.